# ディサロ燦シルヴァーノ
ディサロ 燦 シルヴァーノ（ディサロ あきら シルヴァーノ、1996年4月2日 - ）は、東京都出身のプロサッカー選手。Jリーグ・モンテディオ山形所属。ポジションはフォワード（FW）。
母はシンガーソングライターのディサロ水城（小山水城）。イタリア人の父との間に生まれた日伊ハーフ。

## 来歴

### プロ入り前
三菱養和ユースを経て法政大学に入学。サッカー部では3年次の2017年に総理大臣杯全日本大学サッカートーナメントで優勝。4年次の2018年に全日本大学選手権でも優勝を経験し、自身も大会MVPに選出される。

### ギラヴァンツ北九州
2019年、ギラヴァンツ北九州へ加入。開幕戦、FC東京U-23戦で初先発を果たすと、前半10分にヘディングで先制ゴールを挙げる。その後怪我で3試合戦列を離れたが、第5節カターレ富山戦で途中出場から同点ゴールを決める。第12節から第18節にかけ、3試合連続ゴールを含む7試合で5得点と、シーズン中盤のチームの得点源として活躍する。しかしJ3リーグの中断期間明けの第21節以降は、9試合に出場したものの全て後半からの出場でノーゴールとなり、結局第18節までに挙げた7ゴールにとどまった。
2020年、第7節までは途中交替出場が続いたが、7月25日の第7節レノファ山口FC戦から8月19日の第13節大宮アルディージャ戦まで、欠場した第11節を除く出場6試合連続でゴールを決め、8月単月で6ゴール2アシストを挙げたことにより、同月のKONAMI月間MVPに選ばれた。前半戦は20試合出場で10ゴール、後半戦は怪我などで6試合を欠場したものの8ゴールを挙げ、年間18得点で、J2得点ランキングでピーター・ウタカに次ぐ2位、北九州では個人クラブ最多タイ記録となった。

### 清水エスパルス
2020年12月30日、清水エスパルスに完全移籍で加入した。YBCルヴァンカップでは清水が出場したプレーオフステージまでの全8試合で先発出場し、5月5日のグループステージ第5節ベガルタ仙台戦で移籍後初得点を挙げた。J1リーグ戦では途中出場も多かった関係で長らく無得点だったが、6月23日の第19節ベガルタ仙台戦でリーグ初得点を挙げた。2022年は、3試合の出場に留まった。

### モンテディオ山形（期限付き移籍）
2022年7月、モンテディオ山形へ期限付き移籍加入。移籍直前の第26節終了時点で、J1参入プレーオフ圏内の6位と勝点差6の暫定13位だった山形で、移籍後のリーグ戦全17試合 に出場し8得点を挙げ、チームの6位浮上、プレーオフ進出に貢献した。プレーオフでも2試合に出場し1得点を挙げたものの、2戦目が引き分けに終わり規定により敗退となった。

### 清水エスパルス復帰
2023年、7シーズンぶりにJ2に降格した清水に復帰。

### 湘南ベルマーレ
2023年7月、湘南ベルマーレに完全移籍で加入した。

### モンテディオ山形（完全移籍）
2024年6月20日、2022年に期限付き移籍で半年間所属したモンテディオ山形への完全移籍が発表された。ただし公式戦出場は移籍登録期間の関係で7月14日第24節ホームいわき戦となったが、それからシーズン最終戦まで第29節ホーム横浜FC戦以外の全14試合で先発出場、8得点を挙げ、得点を挙げた8試合全てでチームは勝利、プレーオフ進出に貢献した。

## 人物
- 小学校6年生の時に汎発性脱毛症を発症した。大学時代にはすでに改善されていたが「これで知られているのでこれで行こうかなと思っています」と剃髪を続けているという[12]。
- 高校時代までサッカー経験があり、インテリスタ（インテル好き）の父の影響で、自身と弟もインテリスタとなり、小学校入学前からインテルの試合は欠かさず見ているとのこと。弟はミスター立教になるほどのハンサム。幼少期から「このお父さんとお母さんの言うように行動していたらうまく行く、成功する」と常に感じてきたので、反抗期もなかったという[13]。夢は「インテルでプレーすること。レアルとかバルサでなく、インテルでやりたい」と述べている。インテルでプレー経験のある長友佑都とは、小学生時代にチームの練習場が長友が在学していた明治大学サッカー部の隣であったことや長友のFC東京加入後にも三菱養和でのイベントで会ったことがあるという。またインテルの練習場にも見に行っている[12]。
- 「レレ」というニックネームは、シルヴァーノというイタリア名が長いため、短くて呼びやすいミドルネームのようなものがあったほうが良いと考えた両親がつけたもので、物心ついた時からそう呼ばれていた[13]。
- ゴールパフォーマンスは、右手の中指と薬指を交差させながら広げた手のひらで口を覆う仕草で、自ら「レレマスク」と称している。オランダ代表のステーフェン・ベルフワインのゴールパフォーマンスを参考にしたものだという[14]。

## 所属クラブ
- バディSC
- チェドラテーゼ（イタリア）
- 三菱養和Jr.ユース巣鴨
- 2012年 - 2014年 三菱養和SCユース
- 2015年 - 2018年 法政大学
- 2019年 - 2020年 ギラヴァンツ北九州
- 2021年 - 2023年7月 清水エスパルス
  - 2022年7月 - 2023年1月 モンテディオ山形（期限付き移籍）
- 2023年7月 - 2024年6月 湘南ベルマーレ
- 2024年7月 - モンテディオ山形

## 個人成績
| 国内大会個人成績 | 国内大会個人成績 | 国内大会個人成績 | 国内大会個人成績 | 国内大会個人成績 | 国内大会個人成績 | 国内大会個人成績 | 国内大会個人成績 | 国内大会個人成績 | 国内大会個人成績 | 国内大会個人成績 | 国内大会個人成績 |
| 年度             | クラブ           | 背番号           | リーグ           | リーグ戦         | リーグ戦         | リーグ杯         | リーグ杯         | オープン杯       | オープン杯       | 期間通算         | 期間通算         |
| 年度             | クラブ           | 背番号           | リーグ           | 出場             | 得点             | 出場             | 得点             | 出場             | 得点             | 出場             | 得点             |
| 日本             | 日本             | 日本             | 日本             | リーグ戦         | リーグ戦         | リーグ杯         | リーグ杯         | 天皇杯           | 天皇杯           | 期間通算         | 期間通算         |
| ---------------- | ---------------- | ---------------- | ---------------- | ---------------- | ---------------- | ---------------- | ---------------- | ---------------- | ---------------- | ---------------- | ---------------- |
| 2019             | 北九州           | 9                | J3               | 26               | 7                | -                | -                | 2                | 0                | 28               | 7                |
| 2020             | 北九州           | 9                | J2               | 35               | 18               | -                | -                | -                | -                | 35               | 18               |
| 2021             | 清水             | 19               | J1               | 24               | 1                | 8                | 1                | 2                | 0                | 34               | 2                |
| 2022             | 清水             | 19               | J1               | 3                | 0                | 1                | 0                | 2                | 3                | 6                | 3                |
| 2022             | 山形             | 29               | J2               | 17               | 8                | -                | -                | -                | -                | 17               | 8                |
| 2023             | 清水             | 29               | J2               | 17               | 3                | 2                | 0                | 1                | 0                | 20               | 3                |
| 2023             | 湘南             | 39               | J1               | 4                | 1                | -                | -                | -                | -                | 4                | 1                |
| 2024             | 湘南             | 9                | J1               | 3                | 0                | 0                | 0                | 1                | 0                | 4                | 0                |
| 2024             | 山形             | 90               | J2               | 14               | 8                | -                | -                | -                | -                | 14               | 8                |
| 2025             | 山形             | 90               | J2               |                  |                  |                  |                  |                  |                  |                  |                  |
| 通算             | 日本             | 日本             | J1               | 34               | 2                | 9                | 1                | 5                | 3                | 48               | 6                |
| 通算             | 日本             | 日本             | J2               | 83               | 37               | 2                | 0                | 1                | 0                | 86               | 37               |
| 通算             | 日本             | 日本             | J3               | 26               | 7                | -                | -                | 2                | 0                | 28               | 7                |
| 総通算           | 総通算           | 総通算           | 総通算           | 143              | 46               | 11               | 1                | 8                | 3                | 162              | 50               |

その他公式戦
- 2022年
  - J1参入プレーオフ 2試合1得点
- 2024年
  - J1昇格プレーオフ 1試合0得点

出場歴
- Jリーグ初出場 - 2019年3月10日 J3リーグ第1節 対FC東京U-23戦（ミクニワールドスタジアム北九州）
- Jリーグ初得点 - 同上

## タイトル

### クラブ
三菱養和SCユース
- 日本クラブユースサッカー選手権 (U-18)大会（2014年）

法政大学
- 総理大臣杯全日本大学サッカートーナメント（2017年）
- 全日本大学サッカー選手権大会（2018年）

ギラヴァンツ北九州
- J3リーグ（2019年）

### 個人
- 日本クラブユースサッカー選手権 (U-18)大会・得点王（2014年）
- 全日本大学サッカー選手権大会・MVP（2018年）
- J2リーグ・KONAMI月間MVP（2020年8月）
- JPFAアワード（J2）・ベストイレブン：1回（2022年）